# Schloss Saint-Maur

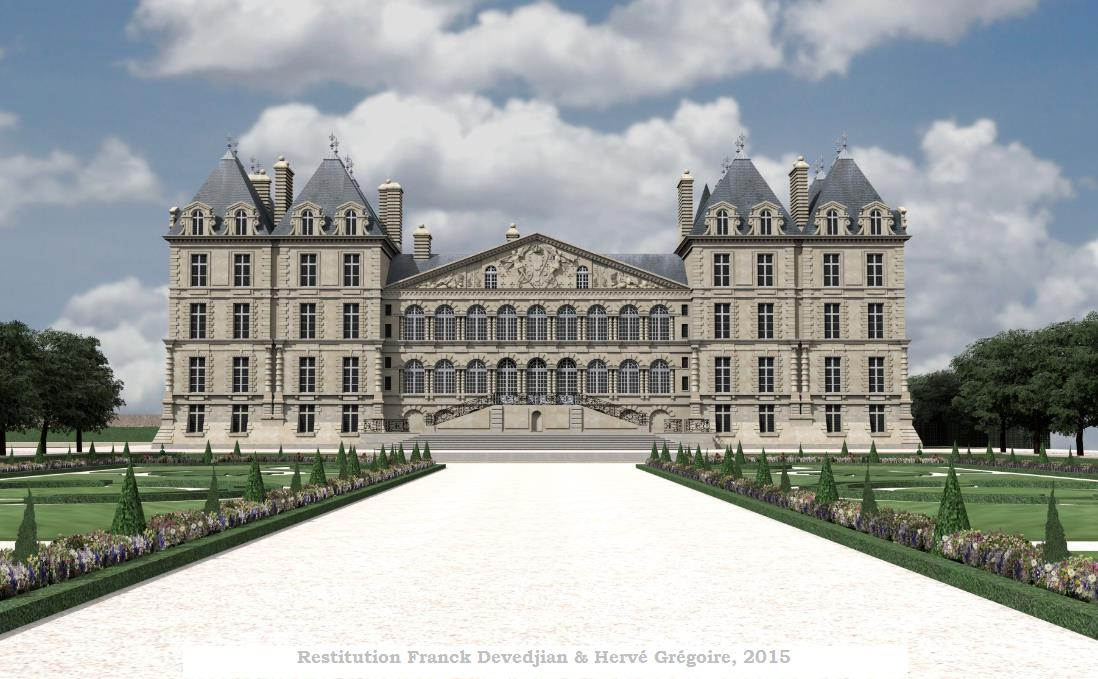
Schloss Saint-Maur, Gartenfassade, 3D-Rekonstruktion um 1715

Das Renaissance-Schloss Saint-Maur befand sich in Saint-Maur-des-Fossés (Département Val-de-Marne) und ist heute vollständig zerstört.

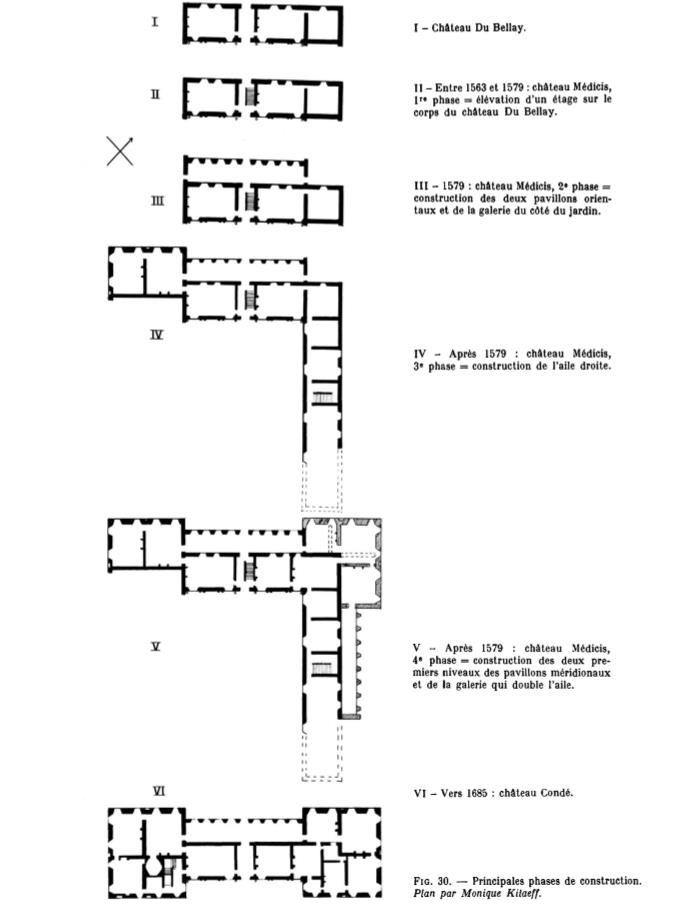
Die Bauphasen des Schlosses nach Monique Kitaeff

## Geschichte
Das Schloss Saint-Maur wurde direkt oberhalb der ehemaligen Abtei Saint-Maur errichtet, deren Geschichte bis ins frühe Mittelalter zurückreicht.

### Das Schloss Philibert Delormes
Das Schloss wurde 1541 von Philibert Delorme begonnen und ist das erste bedeutende Werk dieses Architekten. Nach seinem Tod im Jahr 1570 soll Jean Bullant die Verantwortung für das Gebäude übernommen haben.
Das Schloss wurde von Kardinal Jean du Bellay, Bischof von Paris und Berater des Königs, in Auftrag gegeben. Es wurde auf einer kleinen Landzunge mit Blick auf die Marne erbaut und überragte die ehemalige Abtei Saint-Maur, deren Abt der Kardinal war. François Rabelais, der eine Zeit lang Mönch in dieser Abtei war, hielt sich in der Burg auf und schrieb möglicherweise dort.
Im Jahr 1547, nach dem Tod von König Franz I., fiel du Bellay, der in die Intrigen des Kardinals von Lothringen verwickelt war, in Ungnade, verlor seinen Rang und zog sich nach Rom zurück. Das Schloss bestand damals aus einem Corps de Logis und einem angrenzenden Hof.

### Die Wiederaufnahme der Arbeiten für Katharina von Medici (1563–1589)
Die Bauarbeiten wurden bis 1563 unterbrochen, als die Königinmutter Caterina de’ Medici sie wieder aufnehmen ließ, nachdem sie das Schloss von Eustache du Bellay, dem Vetter und Erben von Jean und ebenfalls Bischof von Paris, gekauft hatte. Der Bau wurde durch neue Gebäude bereichert, die um 1570 von Delorme begonnen und nach dessen Tod um 1579 von Jacques I. Androuet du Cerceau umgestaltet wurden, der diese Erweiterungen in seinem Architekturbuch Les plus excellents bastiments de France darstellte. Zunächst handelte es sich um Konsolidierungen und Restaurierungen des bestehenden Gebäudes, dann um einige Erweiterungen. Es ist der Entwurf von Du Cerceau, der die Aufteilung weitgehend verändert, die Verzierungen übernimmt und der Fassade ihr Renaissanceaussehen verleiht.
Am 23. September 1568 unterzeichnete der junge König Karl IX. im Schloss das Edikt von Saint-Maur, mit dem er den protestantischen Gottesdienst verbot.

### Das Anwesen der Condé
Nach dem Tod von Katharina von Medici im Jahr 1589 wurde das Anwesen an Henri II. von Bourbon-Condé abgetreten und blieb in dessen Familie. Es wurde 1670 dem Intendanten des Grand Condé, Jean de Gourville, zum Nießbrauch überlassen. André Le Nôtre wurde mit der Planung der Gärten und Claude Desgots mit der Ausführung beauftragt. Madame de La Fayette hielt sich einige Male in Saint-Maur auf.
Madame la Duchesse, die Tochter Ludwigs XIV., bewohnte das Schloss in der ersten Hälfte des 18. Jahrhunderts und gab dort prunkvolle Empfänge. Das Schloss und die Gärten befanden sich zu dieser Zeit auf ihrem Höhepunkt.

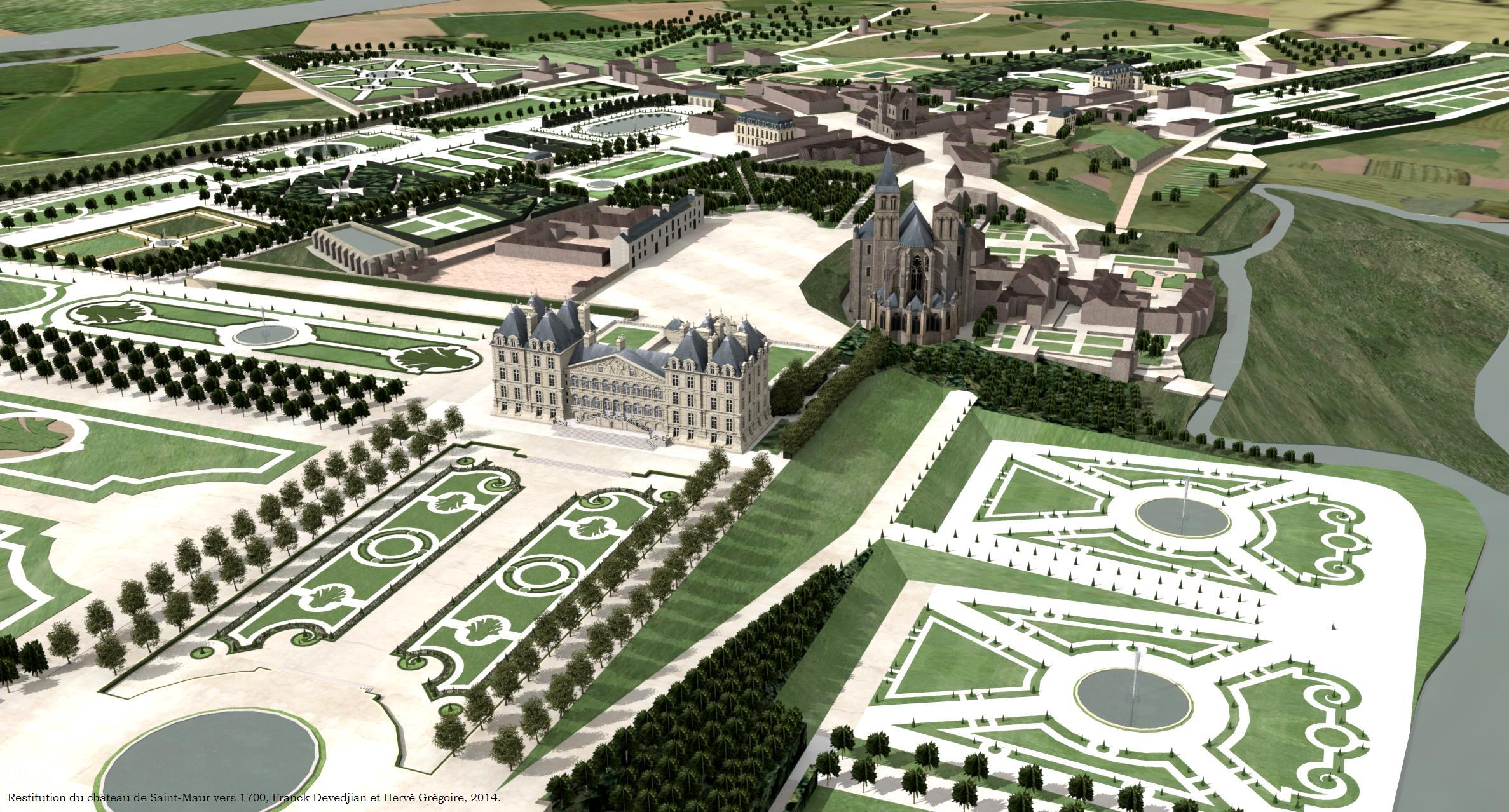
3D-Restitution des Schlosses von Saint-Maur um 1700

### Niedergang und Zerstörung
Das Schloss, das von den Dekreten gegen die Emigranten betroffen war, wurde während der Revolution als Nationalgut verkauft und 1796 zerstört.
Sein großer Park wurde 1831 versteigert und 1853 an die Compagnie des chemins de fer de l’Est abgetreten. Bis auf die Stallungen des Petit-Bourbon ist nichts mehr von dem Schloss erhalten.

## Beschreibung von Schloss und Gärten

### Die Beschreibung von Jacques Androuet du Cerceau
Das Schloss Saint-Maur gilt als eines der schönsten Bauwerke der Renaissance und wurde von Androuet du Cerceau am Ende des 16. Jahrhunderts folgendermaßen beschrieben:
Vier Hauptgebäude begrenzten einen quadratischen Hof, dessen äußere Ecken aus vier großen Pavillons bestanden. Auf der Gartenseite schmückten neun Arkaden, die das Licht auf eine Galerie fallen ließen, jedes der drei Stockwerke der Hauptgebäude. Diese Galerien verbanden jeden der Eckpavillons und boten den Räumen, deren Fenster sich zu den Galerien hin öffneten, ein zweites Tageslicht. Eine mit Säulen geschmückte und auf Pfeilern ruhende Terrasse umgab das Gebäude auf der Hofseite.

### Die Beschreibung von Dezallier d’Argenville
In seiner Voyage pittoresque, deren Erstausgabe 1749 erschien, beschreibt Antoine Nicolas Dezallier d’Argenville Saint-Maur einige Jahre nach seiner Blütezeit, die man zwischen 1700 und 1730 ansetzen kann:
[Situation]
„Das Schloss des Fürsten von Condé liegt zwei Lieues [4,8 km] von Paris entfernt an der Marne und in einer der schönsten Lagen in der Umgebung dieser Stadt. Philibert de l’Orme begann mit der Errichtung des Schlosses im Auftrag von Katharina von Medici, die ihm die Verwaltung ihrer Gebäude anvertraut hatte. Nachdem er über hundert Jahre lang unvollkommen geblieben war, baute Gittard ihn fast vollständig wieder auf. [Letzteres ist falsch.]
[Das Schloss]
Das Schloss Saint-Maur besteht aus einem Hauptgebäude, das von vier gekoppelten Pavillons begleitet wird, die jeweils ein eigenes Dach haben. Auf der Seite des Hofes, der von zwei Terrassen mit Steinbalustraden gestützt wird, ist der Eingang mit Säulen geschmückt, die von einem Marmorbasrelief überragt werden. Darüber ist in einem Giebel die Bronzebüste von Franz I. zu sehen.
Auf der Seite der Gärten bewahrt die Vorderseite des Schlosses mehr von seinem Alter, in dem dieser Teil bis auf einen der Pavillons gemacht war. Das mittlere Hauptgebäude ist vollständig von einem mit Skulpturen geschmückten Giebel gekrönt. Das gesamte Erdgeschoss, das auf einer großen Freitreppe liegt, ist eine Galerie, die mit Landschaften und zwei schönen Tischen aus Portor [Porphyr?] geschmückt ist. Es gibt auf der Rückseite mehrere vergoldete Räume mit zwei kleinen Kabinetten an jedem Ende, von denen eines mit chinesischer Täfelung ausgestattet ist.
[Die Gärten]

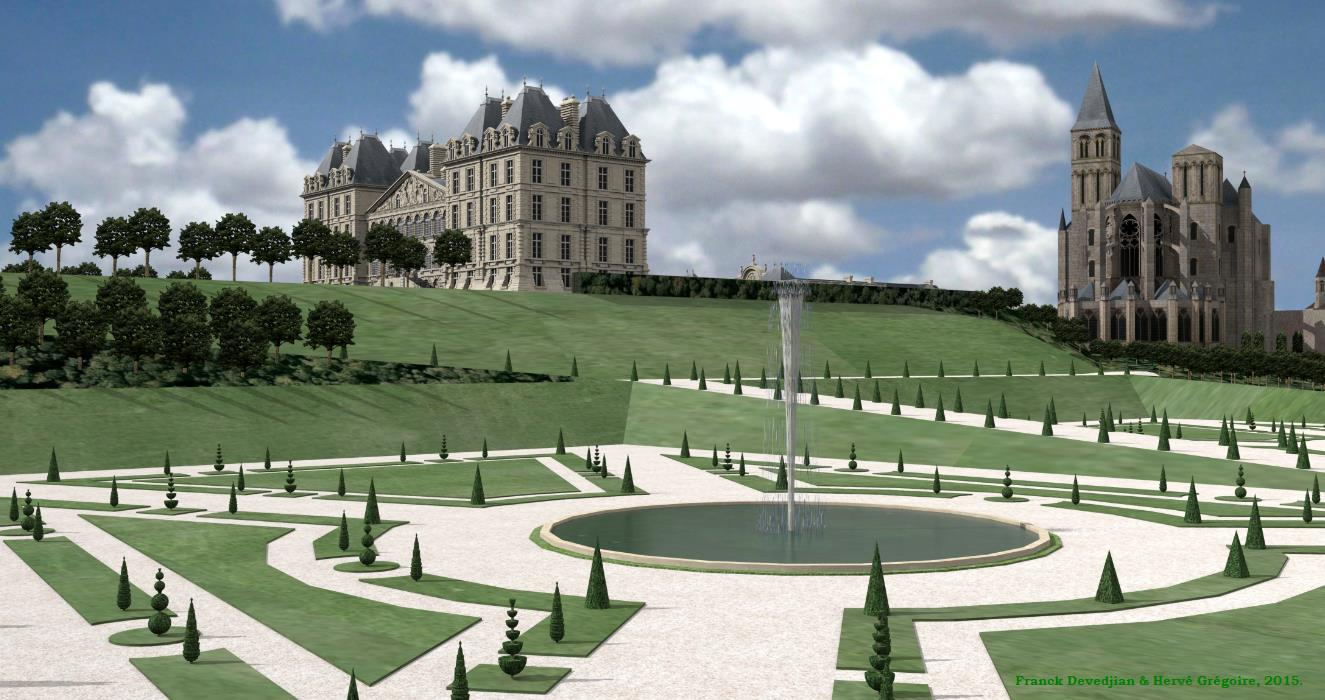
3D-Ansicht des Schlosses und der Abtei vom östlichen Parterre aus. Zustand um 1720

Der Garten wurde von Desgots nach den Entwürfen von Le Nostre angelegt. Der Garten besteht zunächst aus einem tieferliegenden Parterre, das mit einem großen Becken und einem sternförmig durchbrochenen Wald mit einem Becken in der Mitte endet. Auf der linken Seite befindet sich eine stark erhöhte Böschung, von der aus man zwei Beete mit ihren Becken entdeckt, die vom Fluss Marne gesäumt werden, entlang dessen eine große überdachte Allee verläuft, die zu einem Hochwald führt. Daneben befindet sich ein Rasenplatz mit einem Wasserbecken und einer hohen Fontäne.
Auf der rechten Seite des Schlosses sind englische Beete, die von doppelten Alleen mit einigen Teichen umgeben sind; und in der Nähe ist das große gestützte Reservoir.
Im unteren Teil dieser Räume befindet sich ein Garten, den der Herzog von Bourbon vom verstorbenen Herrn de Touane gekauft hat, um ihn in seinen Park einzubeziehen. Er besteht aus einem tieferliegenden Gemüsegarten, einem darüber liegenden Wäldchen, einer Orangerie und einer sehr langen Terrasse, deren Aussichtspunkt durch das Gewächshaus der Orangerie abgeschlossen wird. Diese Terrasse gibt den Blick frei auf verschiedene Rasenflächen, in deren Mitte sich ein Wasserfall befindet, der ebenso wie alle anderen Gewässer von Saint-Maur völlig zerstört ist. Die Gravur, die für das Buch Théorie du Jardinage (4. Ausgabe, Seite 426) angefertigt wurde, zeigt den genialen Plan.
Auf der rechten Seite der Terrasse befindet sich der „Billard“, ein großes Wasserbecken; und in der Nähe des Hauses die Bäder, mit den von einer Mühle gelieferten Reservoirs.“

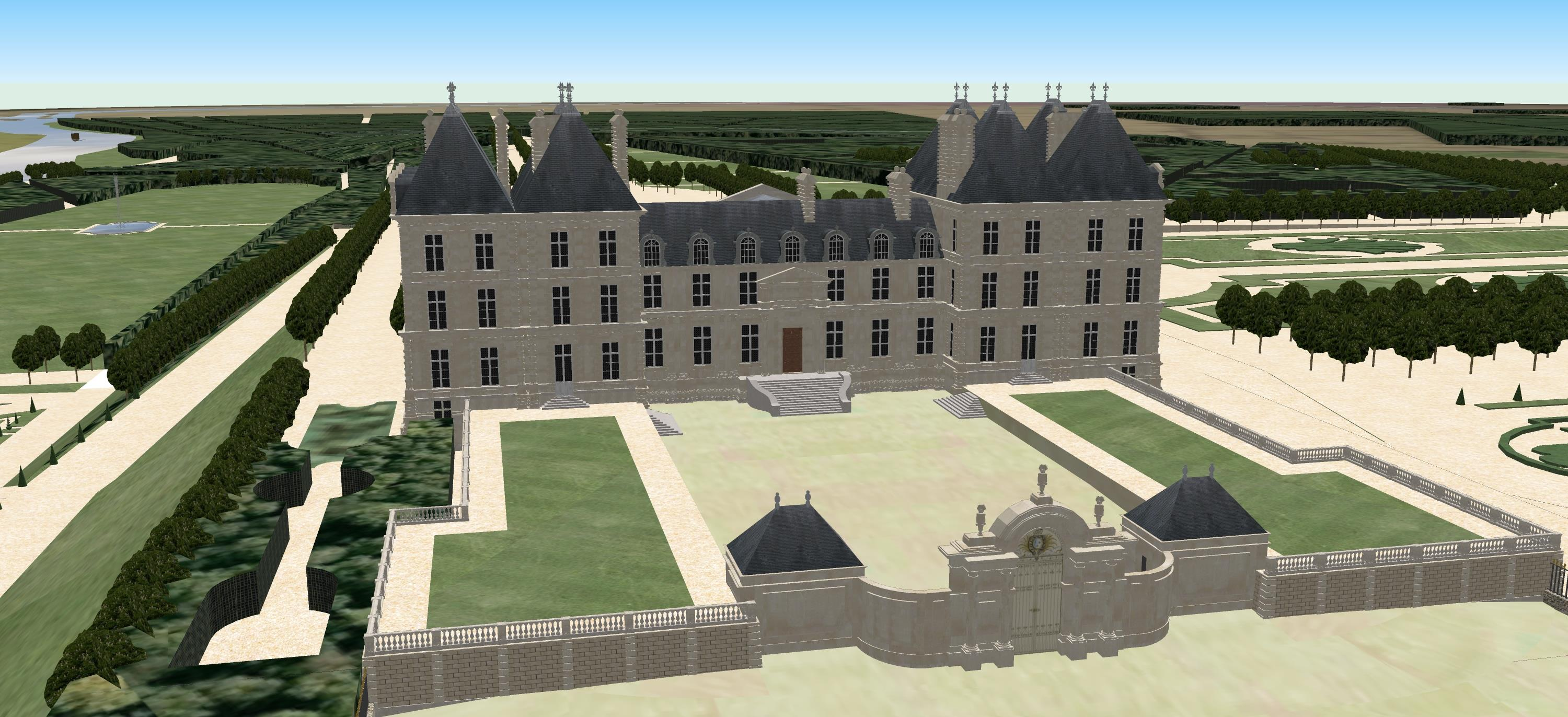
Panoramablick vom Glockenturm der Abtei von Saint-Maur (1)
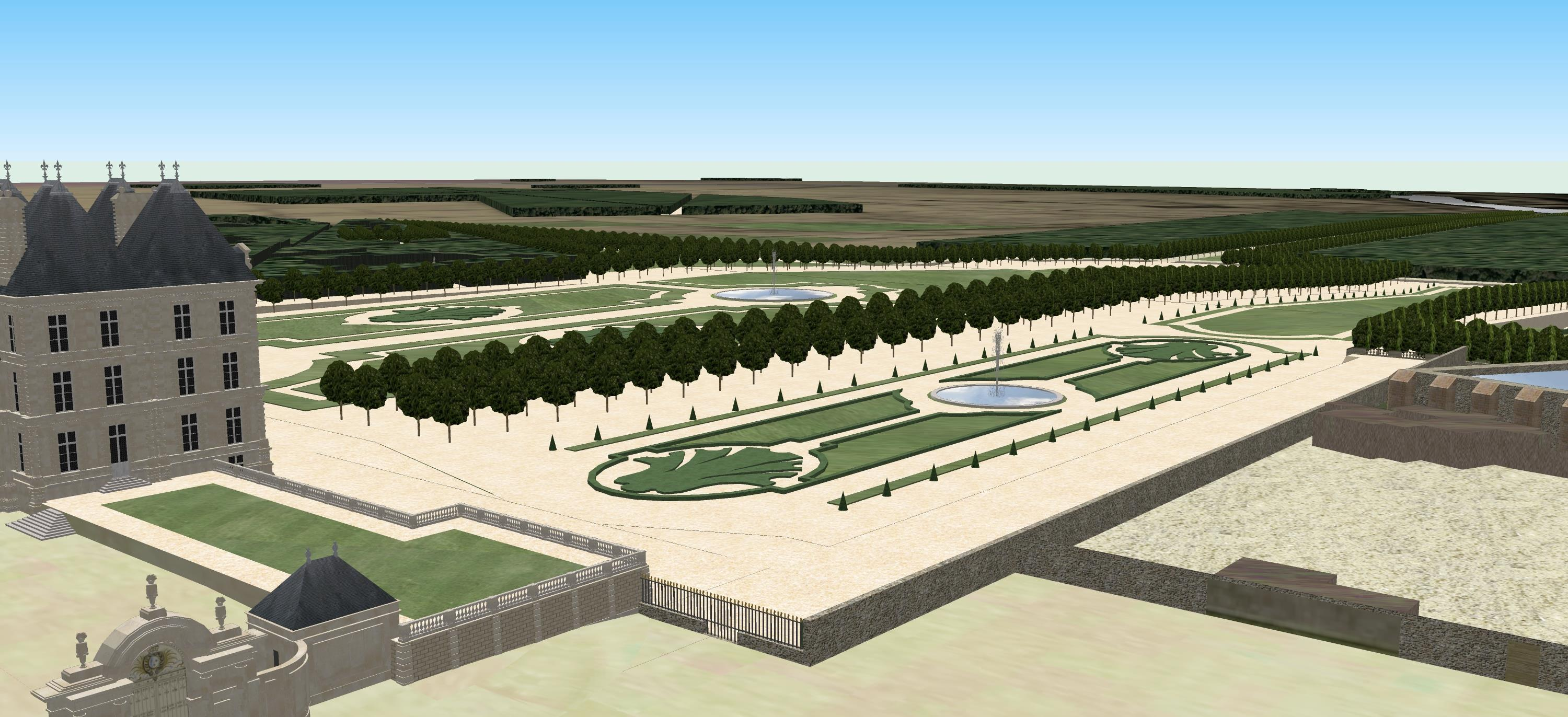
Panoramablick vom Glockenturm der Abtei von Saint-Maur (2)
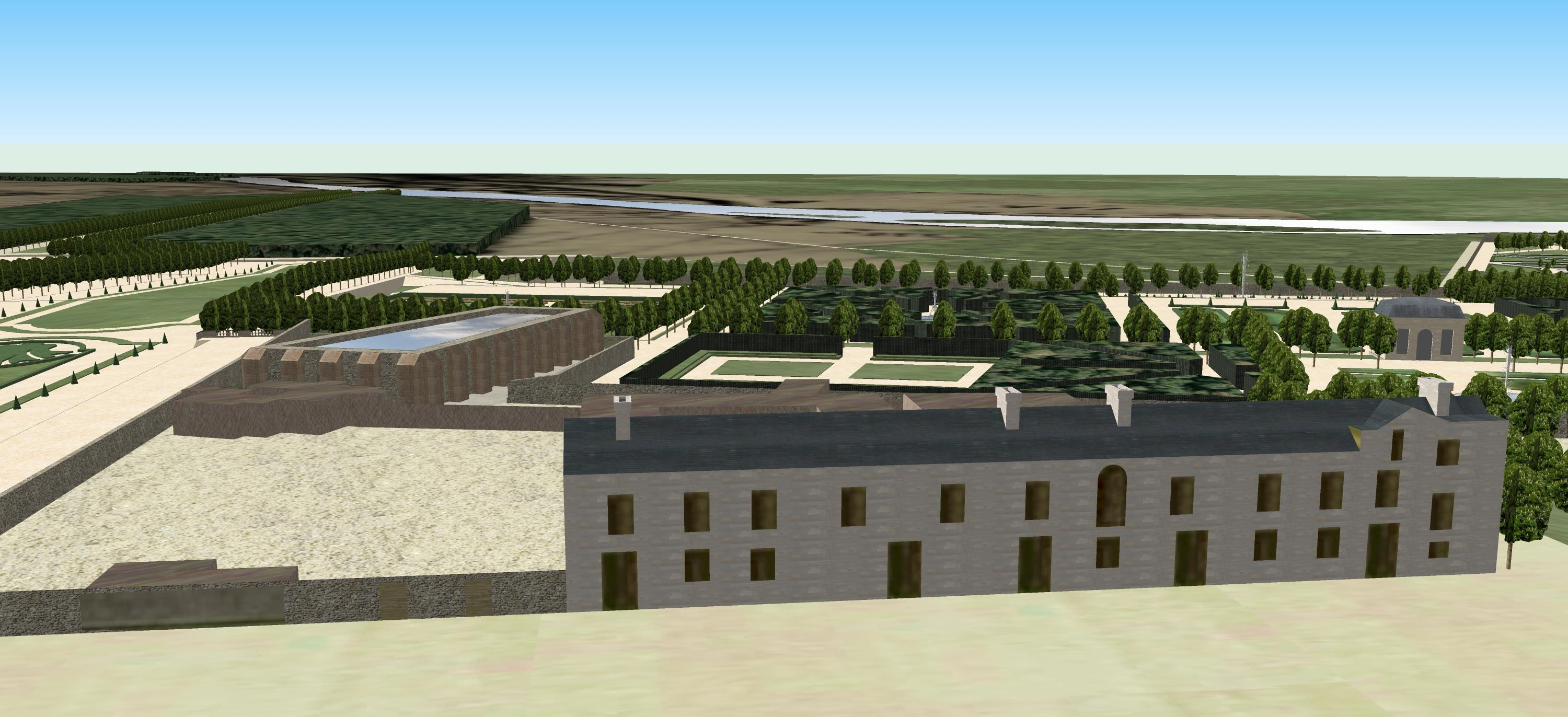
Panoramablick vom Glockenturm der Abtei von Saint-Maur (3)

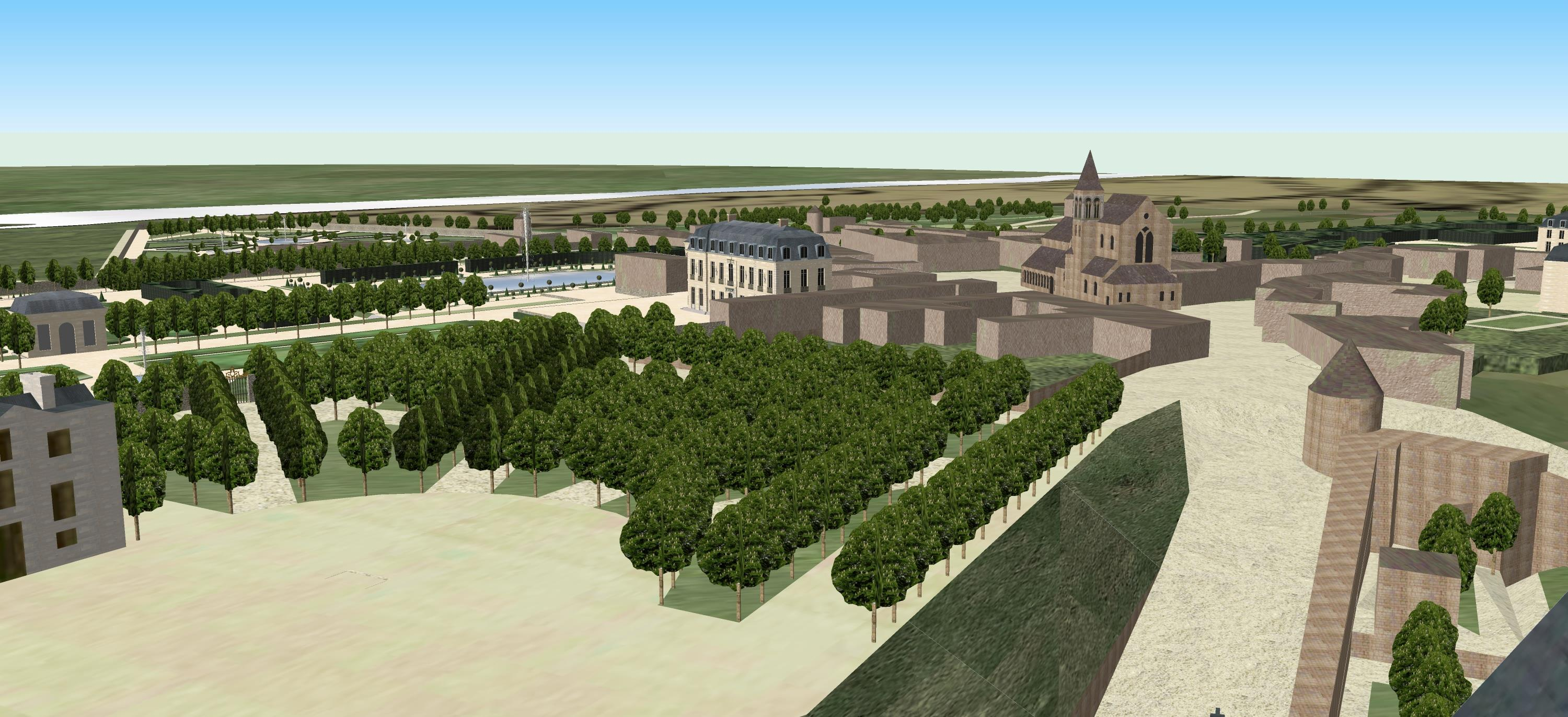
Panoramablick vom Glockenturm der Abtei von Saint-Maur (4)
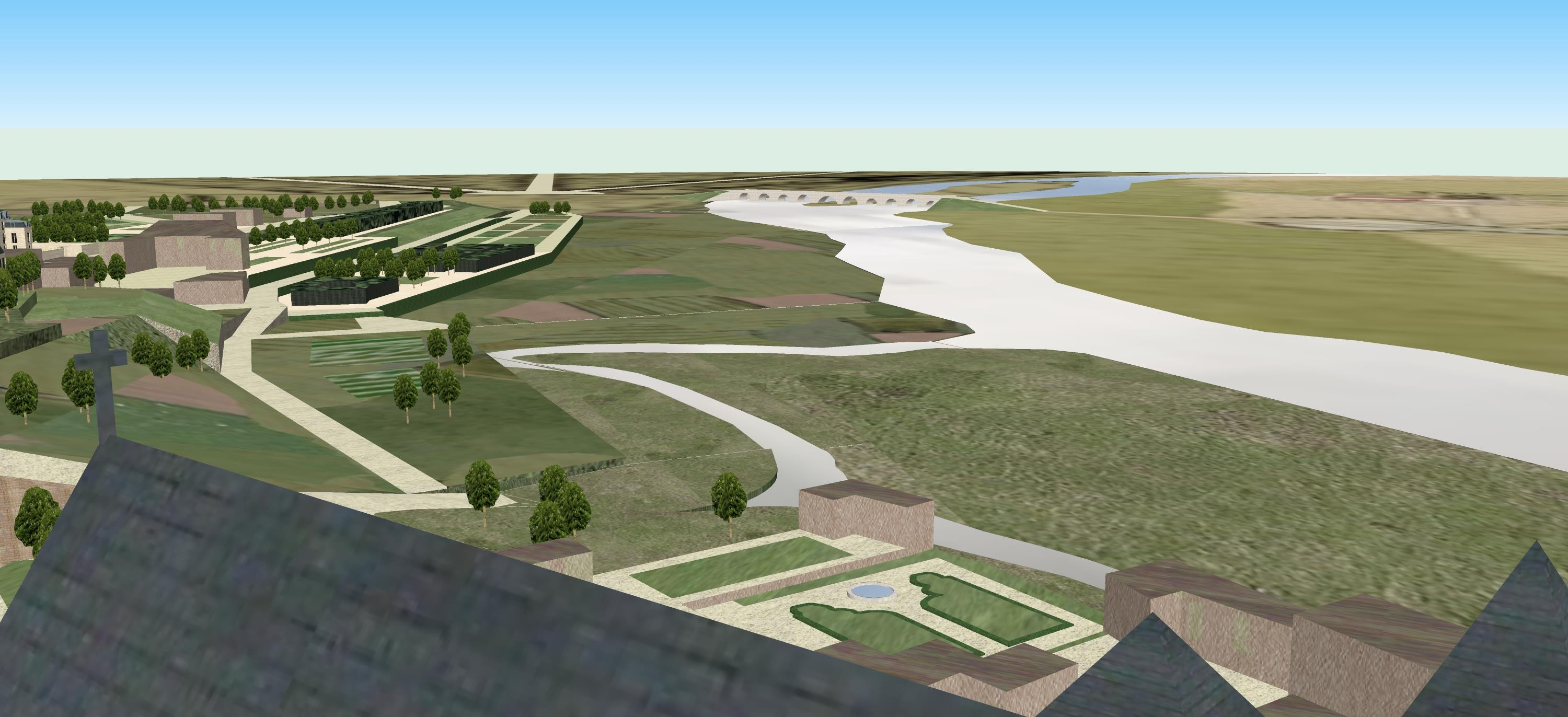
Panoramablick vom Glockenturm der Abtei von Saint-Maur (5)
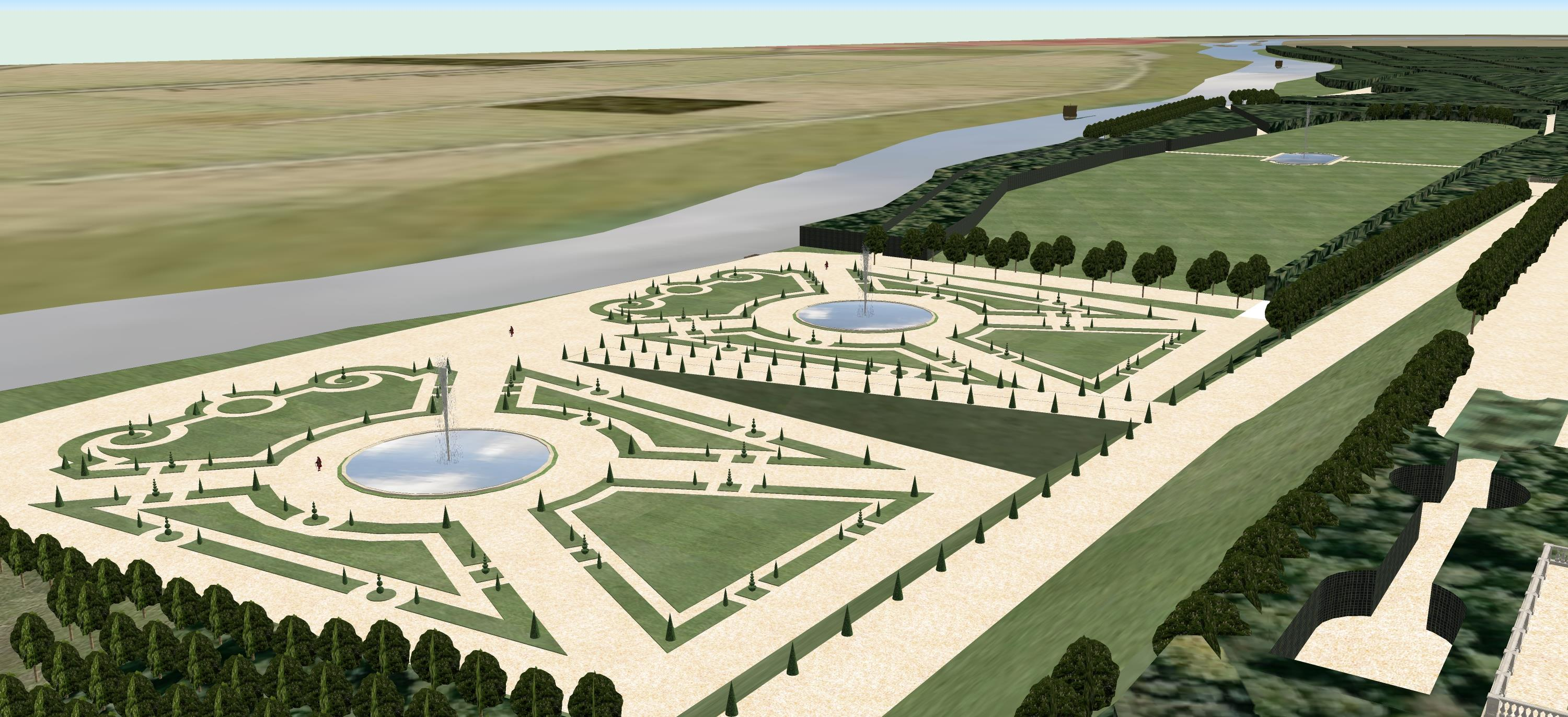
Panoramablick vom Glockenturm der Abtei von Saint-Maur (6)